# Diplazium stuebelii
Diplazium stuebelii là một loài dương xỉ trong họ Athyriaceae. Loài này được Hieron. mô tả khoa học đầu tiên năm 1908.